# 울릉 남서동 고분군
울릉 남서동 고분군(鬱陵 南西洞 古墳群)은 대한민국 경상북도 울릉군 서면 남서리에 있는 고분군이다. 1986년 12월 11일 경상북도의 기념물 제72호로 지정되었다.

## 개요
이 일대는 울릉도에서 밀집 분포하고 있는 무덤 중 하나이다.
무덤은 산록경사면에 괴석을 이용하여 축대 또는 기단을 쌓아 평평하게 하고, 그 위에 시신을 모시는 돌덧널무덤(석곽묘)을 만들었으며, 그 위에 돌로 봉분을 만들은 적석총 형태이다. 돌덧널(석곽) 입구의 앞은 수직벽으로 되어 있어 마치 신전의 정면처럼 보이는데 이러한 형식은 삼국시대 울릉도에서만 나타나는 특징이다.

## 참고 자료
- 울릉남서동고분군 - 국가유산청 국가유산포털